# وینتربورن کلنستون
وینتربورن کلنستون (به انگلیسی: Winterborne Clenston) یک روستا و محله مدنی در بریتانیا است که در North Dorset واقع شده‌است. وینتربورن کلنستون ۴۰ نفر جمعیت دارد.